# Trenton Hassell

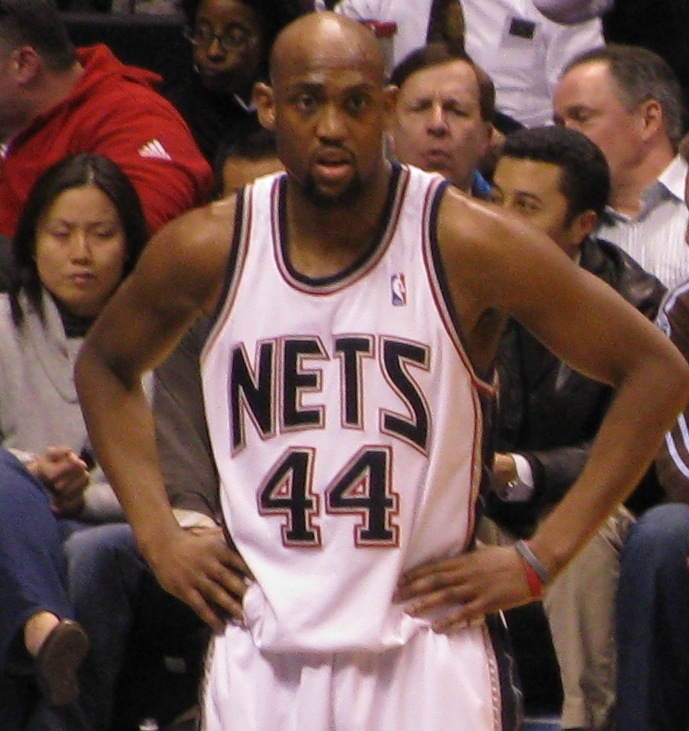
Trenton Hassell.

Trenton Lavar Hassell (Clarksville, 4 de março de 1979) é um ex-jogador norte-americano de basquete profissional que jogou 9 temporadas na National Basketball Association (NBA).

## Carreira
Foi selecionado na segunda rodada do Draft da NBA de 2001 (29ª escolha), pelo Chicago Bulls e sua última equipe foi o New Jersey Nets em 2010.